# Арцахское царство
Арцахское царство (арм. Արցախի թագավորություն) — средневековое армянское царство на территории Сюникской и Арцахской провинций, гавара Гардман в провинции Утик, гаваров Мазаз и Варажнуник в провинции Айрарат. 
Государство образовано в результате распада Армянского царства в 1045 году. Границы Арцахского царства  простирались от Аракса до территории к северо-западу от реки Агстев. Кроме этого Арцахское царство иногда включало в свои границы и юго-восточные прибрежные районы озера Севан. Площадь государства составляла 11523 кв.км
В современных источниках он упоминается как Хачен. Однако, поскольку владения Хачена во время правления князя Гасана-Джалала включали всю территорию Нагорного Карабаха, а также многие прилегающие к нему земли к западу, югу и северу, его княжество часто называли Арцахским царством. Царский дом Хачена был младшей ветвью династии Сюни и был назван Хачен по имени своей главной крепости.
Гасан-Джалал ведет свое происхождение от албанской по происхождению династии Араншахиков, семьи, которая предшествовала правлению в регионе парфянских Аршакидов.
Арцах сохранил своих суверенных правителей, хотя в начале XIII века они приняли грузинский, а затем монгольский сюзеренитет. Они потеряли титул после убийства Гасана-Джалала (1214—1261) правителем ильханидов Аргуном.
Однако, они продолжали править провинцией Сюник, которое с XVI века включало пять армянских меликств Арцаха и Кашатагское меликство, которое существовало до XIX века. Потомки царей Сюника сыграли важную роль в истории Сюника вплоть до XX века.